# Буда (Лоинское сельское поселение)
Бу́да — деревня в Смоленской области России, в Смоленском районе. Население — 7 жителей (2007 год) . Расположена в западной части области в 36 км к северо-западу от г. Смоленска, в 10 км к западу от автодороги Р133 Смоленск — Невель, в 15 км к северу от автодороги А141 Орёл — Витебск, на берегу реки Лойна.
Входит в состав Лоинского сельского поселения.

## История
Название произошло от слова Буда — в прошлом предприятие по производству поташа, расположенное в лесу.